# Xestoleberis sesokoensis
Xestoleberis sesokoensis is een mosselkreeftjessoort uit de familie van de Xestoleberididae. De wetenschappelijke naam van de soort is voor het eerst geldig gepubliceerd in 2007 door Sato & Kamiya.